# 11:11 (album, Maluma)
11:11 je čtvrté studiové album kolumbijského zpěváka a skladatele Malumy, které bylo vydáno 17. květná 2019 u vydavatelstvy Sony Music Latin. Na albu hostuji různí hudebnici například Ricky Martin, Ozuna, Nicky Jam, Zion & Lennox, Madonna, Sech, Ty Dolla Sign, Chencho, a Farina. Za účelem propagace alba vyrazil na koncertní turné 11:11 World Tour v roce 2019. Album bylo podpořeno vydáním čtyř singlů: "HP", "11 PM", "Instinto Natural" a "No Se Me Quita". Album bylo kritiky přijato velmi pozitivně.

## Singly
| Název              | Rok  | Umístění | Umístění | Umístění  | Umístění       | Certifikace                                                                                              |
| Název              | Rok  | Kolumbie | Mexiko   | Španělsko | US Latin Songs | Certifikace                                                                                              |
| ------------------ | ---- | -------- | -------- | --------- | -------------- | --- |
| "HP"               | 2019 | 2        | 1        | 4         | 8              | - Italie: Zlato - Mexiko: Diamant, 2× Platina - Španělsko: 2× Platina - USA (latin): 11x platinová deska |
| "11 PM"            | 2019 | 2        | 1        | 23        | 3              | - Mexiko: Diamant, 2× Platina - Španělsko: Platina - USA (latin): 7x platinová deska                     |
| "Instinto Natural" | 2019 | –        | –        | –         | –              | - Mexiko: Zláto                                                                                          |
| "No Se Me Quita"   | 2019 | –        | 1        | –         | –              | - Mexiko: 3× Platina - USA (latin): Platina                                                              |

## Seznam skladeb
1. „11 PM“
2. „HP“
3. „No se me quita“ (feat. Ricky Martin)
4. „Dispuesto“ (feat. Ozuna)
5. „No puedo olvidarte“ (feat. Nicky Jam)
6. „Me enamoré de ti“
7. „Extrañándote“ (feat. Zion & Lennox)
8. „Shhh (Calla')“
9. „Dinero tiene Cualquiera“
10. „Soltera“ (feat. Madonna)
11. „Te quiero“
12. „Instinto natural“ (feat. Sech)
13. „Tu vecina“ (feat. Ty Dolla $ign)
14. „La flaca“ (feat. Chencho Corleone)
15. „Puesto pa' ti“ (feat. Farina)
16. „Déjale saber“

## Hitparády
| Graf (2013-14)                   | Vrchol pozice |
| -------------------------------- | ------------- |
| Rakousko                         | 59            |
| Belgie                           | 100           |
| Kanada                           | 54            |
| Francie                          | 68            |
| Německo                          | 77            |
| Itálie                           | 20            |
| Mexiko                           | 9             |
| Polsko                           | 27            |
| Portugalsko                      | 13            |
| USA (Billboard)                  | 30            |
| USA Top Latin Albums (Billboard) | 1             |

| Hitparáda (2019)             | pozice |
| ---------------------------- | ------ |
| Top Latin Albums (Billboard) | 11     |

### Certifikace
| Certifikace a prodejnost | Certifikace a prodejnost         | Certifikace a prodejnost | Certifikace a prodejnost | Certifikace a prodejnost |
| Země                     | certifikace                      | organizace               | prodejnost               |                          |
| ------------------------ | -------------------------------- | ------------------------ | ------------------------ | ------------------------ |
| Brazílie                 | Zlata deska                      | Pro-Música Brasil        | 20 000                   |                          |
| Mexiko                   | 2x platinová deska + zlata deska | AMPROFON                 | 150 000                  |                          |
| USA                      | 5x platinová deska (Latin)       | RIAA                     | 300 000                  |                          |